# Powrózek nasienny człowieka
Powrózek nasienny (łac. funiculus spermaticus) – w anatomii człowieka struktura o długości 15–20 cm, którą stanowią wszystkie twory wchodzące i wychodzące z moszny, a następnie przechodzące przez kanał pachwinowy. W przebiegu powrózka, w zależności od jego sąsiedztwa wyróżnia się odcinek mosznowy (podskórny) oraz odcinek pachwinowy, biegnący w kanale pachwinowym.
Osłonki powrózka (od zewnątrz):
- powięź nasienna zewnętrzna (łac. fascia spermatica externa),
- powięź mięśnia dźwigacza jądra (łac. fascia musculi cremaster),
- mięsień dźwigacz jądra (łac. musculus cremaster),
- powięź nasienna wewnętrzna (łac. fascia spermatica interna);

Skład powrózka:
- nasieniowód (łac. ductus deferens),
- tętnica nasieniowodu (łac. arteria ductus deferentis), pochodząca z przedniego pnia tętnicy pęcherzowej górnej,
- tętnica mięśnia dźwigacza jądra (łac. arteria musculi cremaster),
- tętnica jądrowa (łac. arteria testicularis), boczna gałąź aorty brzusznej,
- splot żylny wiciowaty (łac. plexus pampiniformis), w którego skład wchodzą dwie żyły nasieniowodu i żyły mięśnia dźwigacza jądra; z niego powstaje żyła jądrowa,
- autonomiczny, wtórny splot nasieniowodowy od splotu miednicznego (podbrzusznego dolnego),
- autonomiczny, wtórny splot jądrowy od splotu międzykrezkowego,
- gałąź płciowa nerwu płciowo-udowego (łac. ramus genitalis nervi genitofemoralis),
- wyrostek pochwowy (łac. processus vaginalis), pozostałość górnej części wyrostka pochwowego otrzewnej, czasami może zachować pełną ciągłość i sprzyjać przepuklinie pachwinowej
- nerw biodrowo-pachwinowy (łac. nervus ilioinguinalis), który przebija mięsień poprzeczny i nie wchodzi do kanału przez pierścień pachwinowy głęboki